# Eurydice tridentata
Eurydice tridentata is een pissebeddensoort uit de familie van de Cirolanidae. De wetenschappelijke naam van de soort is voor het eerst geldig gepubliceerd in 2012 door Jones & Nithyanandan.